# Dalibor Grubačević

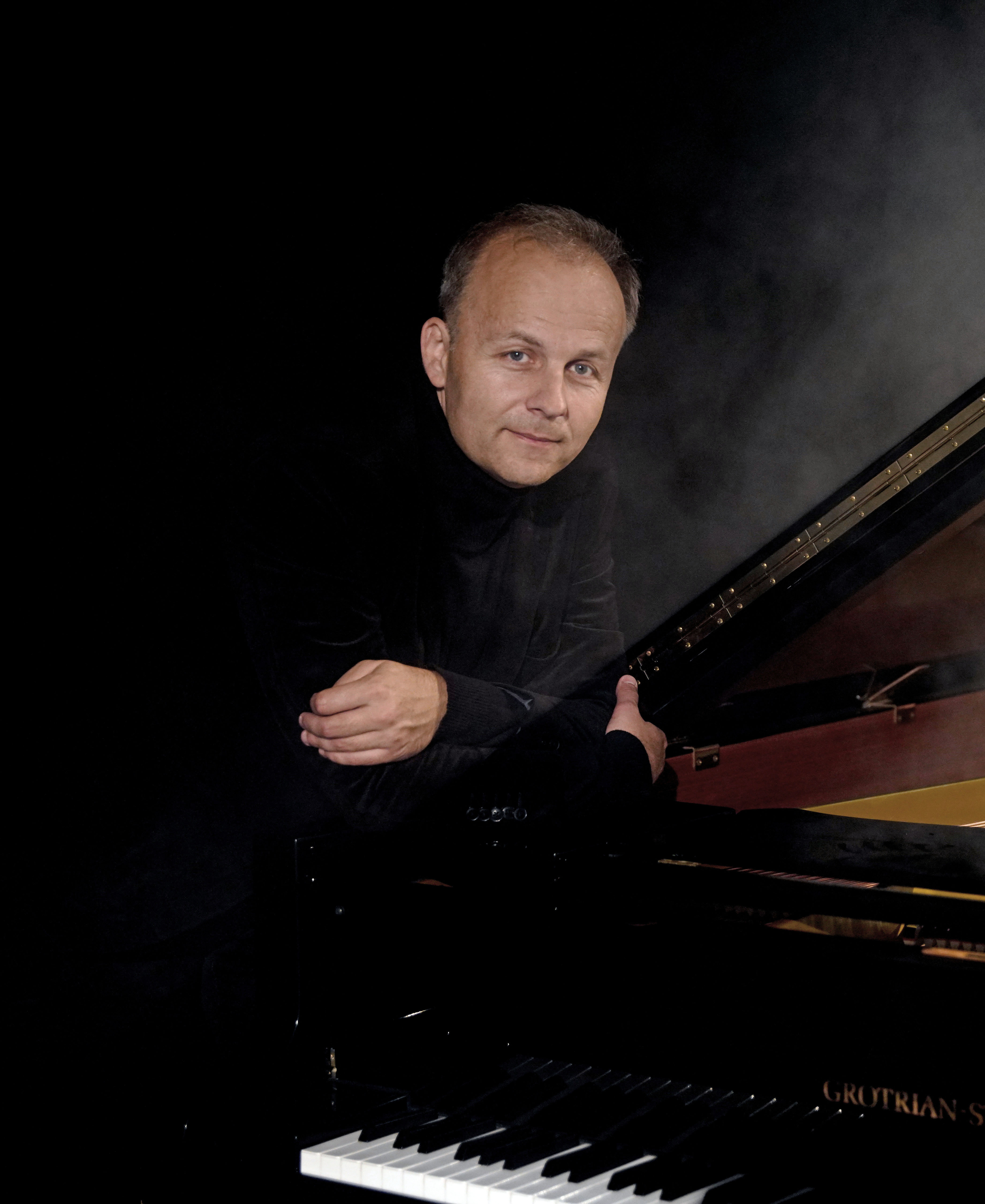
Dalibor Grubačević im 2021

Dalibor Grubačević (* 9. Januar 1975 in Koprivnica, Kroatien) ist ein kroatischer Komponist, Musiker und Musikproduzent, bekannt durch seine Filmmusiken und Pop-/Rock-Einspielungen.

## Leben
Frühzeitig zeigte er sein musikalisches Talent, wodurch er im Alter von sechs Jahren das Gitarren- und Klavierspiel erlernte. Im örtlichen kulturell-künstlerischen Verein „Koprivnica“ kam er in Berührung mit dem kroatischen Traditionsinstrument „Tamburica“. Inspiriert von den Beatles, begann er in den 1990er Jahren, sich nach und nach dem Rock ’n’ Roll zu widmen, wo er auch Bandmitglied bei „The Bugs“ wurde. Anfangs autodidaktisch, vertiefte er sich nach und nach in die Kompositionskünste der alten Meister, wonach er auch Privatunterricht bei Natalija Imbrišak nahm.
1993 inskribierte er sich für das Studium der Sozialarbeit an der Rechtswissenschaftlichen Fakultät der Universität Zagreb. Zwei Jahre danach brach er das Studium ab und widmete sich voll und ganz der Musik.
Bis heute hat er mit zahlreichen renommierten kroatischen Regisseuren und Produzenten zusammengearbeitet, u. a. mit Branko Ištvančić Duh u močvari (Der Geist im Feuchtgebiet) und Most na kraju svijeta (Die Brücke am Ende der Welt), Miro Andrić Hrvatsko vodeno blago (Wasserschätze von Kroatien), Miro Branković U potrazi za Markom Polom (Auf der Suche nach Marko Polo), Nenad Puhovski Zajedno (Zusammen), Zoran Budak (Hebrang), Višnja Starešina Zaustavljeni glas (Aufgehalten Stimme) uvm. Durch das Komponieren für Film und Fernsehen vereint Dalibor Grubačević verschiedenste musikalische Stile sowie klassische Orchestration mit elektronischen Klängen und Stimmungen.
Außer zahlreichen Partituren und Soundtracks für Spielfilme und Dokumentationen, sowie diversen Werbejingles, ist Grubačević auch in der Pop-, Rock- und Ethnoszene von Erfolg gekrönt. Seine Musik wird weit außerhalb seines Landes gespielt, u. a. in Mazedonien, Montenegro, Kanada, USA, Japan, England, Italien, Israel uvm. Des Weiteren arbeitet er eng zusammen mit vielen kroatischen sowie ausländischen Musikschaffenden, Produzenten wie mit Eric Ewazen, Alan Holley, Quintett Simply Brass, Miroslav Evačić und Zoran Džorlev, sowie mit Sängern wie Toše Proeski, Saša Lozar, Aleksandar Mitevski, Daniel Kajmakoski und Dario Pankovski.
Dalibor Grubačević ist Mitglied der kroatischen Komponisten-Gesellschaft sowie der kroatischen Vereinigung unabhängiger Künstler.

## Werke (Auswahl)

### Kompositionen
- Rondo für Streichorchester (2002)
- Jesenji valcer (Herbstwalzer) für Tamburica-Orchester (2005)
- Ricordi del passato für Streichquartett (2010)
- Dvije rijeke (Zwei Flüsse) für Brass Quintett (2010)
- Solid Pictures für Waldhorn und Klavier (2014)
- Valse balkanique (Balkan Walzer) für Brass Quintett (2018)
- Konzert für Tuba und Orchester (2021)
- Csárdás Suite für Streicher (2021)
- Diptychon für Tubaquartett (2023)
- Four Scapes (Vier Landschaften) für Holzbläserensemble (2024)

### Musik für einen Spielfilm
- 2006 – Duh u močvari (Der Geist im Feuchtgebiet), Spielfilm, Regisseur: Branko Ištvančić, HRT und Interfilm d.o.o
- 2014 – Most na kraju svijeta (Brücke am Ende der Welt), dokumentative Fernsehserie, Regisseur: Branko Ištvančić, Artizana film d.o.o und HRT
- 2016 – Zbog tebe, (Wegen dir) Spielfilm, Regisseur: Anđelo Jurkas, B produkcija, DOP Produkcija
- 2017 – Fuck off I Love You, Spielfilm, Regisseur: Anđelo Jurkas, B produkcija, DOP Produkcija
- 2021 – The Match (Das Match), Spielfilm, Regisseure: Dominik & Jakov Sedlar, Ollendorff center und Oluja film, OneTwoThre Media
- 2022 – The Conversation, Spielfilm, Regisseur: Dominik Sedlar, Croatia film d.o.o. und Quiet storm productions
- 2023 – Hotel Pula, Spielfilm, Regisseur: Andrej Korovljev, Kinematograf d.o.o. und HRT
- 2024 – Cat's Cry, Spielfilm, Regisseur: Sanja Živković, YN Films (CA), Nova Film (RS)
- 2025 – Vindicta, Spielfilm, Regisseur: Dominik Sedlar, Croatia film und Bullet Entertainment

### Musik für Dokumentarfilme
- 2005 – Izgubljeno blago (Verlorener Schatz), Dokumentationsfilm, Regisseur: Branko Ištvančić, HRT
- 2005 – Berač kamena (Steinpflücker), Kurz-Dokumentationsfilm, Regisseur: Branko Ištvančić, HRT
- 2007 – Tesla, Dokumentationsfilm, Regisseur: Miro Branković, HRT
- 2009 – Zajedno (Gemeinsam), Dokumentationsfilm, Regisseur: Nenad Puhovski, Factum d.o.o
- 2010 –  Zaustavljeni glas (Aufgehaltene Stimme), Dokumentationsfilm, Regisseur: Višnja Starešina, HRT und Interfilm d.o.o
- 2011 – Album, Dokumentationsfilm, Regisseur: Branko Ištvančić, Factum d.o.o
- 2012/2013 – Hrvatsko vodeno blago (Wasserschätzen von Kroatien), dokumentative Fernsehserie, Regisseur: Miro Andrić, HRT und Car-Herc d.o.o
- 2013 – U potrazi za Markom Polom (Auf der Suche nach Marko Polo), dokumentative Fernsehserie, Regisseur: Miro Branković, HRT
- 2014 – Dragi Lastane! (Sehr geehrter Herr Lastan!), dokumentative Fernsehserie, Regisseur: Irena Škorić, Artizana film d.o.o
- 2018 – Više od riječi (Mehr als Worte), dokumentative Fernsehserie, Regisseur: Miro Branković, HRT
- 2020 – Rivers of Croatia (Kroatien - Viele Flüsse, reiche Fauna), Dokumentationsfilm, Regisseur: Goran Šafarek, Šafarek produkcija, 3BoxMedia
- 2021 – The Cars We Drove into Capitalism, Dokumentationsfilm, Regisseurs: Boris Missirkov und Georgi Bogdanov, Agitprop (BG), Saxonia Entertainment (DE), Hulahop (HR)

## Diskografie

### Alben
- 2006 – Duh u močvari (Der Geist im Feuchtgebiet) (Original Soundtrack zum Film), Croatia Records, CD 5695899
- 2011 – artEdox – Film music, Aquarius Records, CD 377-11
- 2012 – U potrazi za Markom Polom (Auf der Suche nach Marko Polo) (Filmmusik zur gleichnamigen Fernsehserie), Aquarius Records, CD 467-12
- 2015 – Most na kraju svijeta  (Brücke am Ende der Welt) (Original Soundtrack zum Film), Aquarius Records, CD 9841093
- 2021 – Dalibor Grubačević performed by the Zagreb Soloists - Live at Tuškanac Summer Stage, Aquarius Records, LP 18–21
- 2021 – The Match (Das Match) (Original Soundtrack zum Film), Plaza Mayor Company Ltd., SERG300
- 2022 – The Conversation (Original Soundtrack zum Film), Plaza Mayor Company Ltd., SERG323[12]
- 2023 – Rivers Of Croatia (Kroatien Viele Flüsse, reiche Fauna), (Original Soundtrack zum Film), Plaza Mayor Company Ltd.,[13]
- 2023 – The Cars We Drove Into Capitalism (Original Soundtrack zum Film), Reality Bytes, 88924507039[14]
- 2024 – Musical Gravities, Cantus Records, RB03002[15]

### Produktionen
- 2007 – CD Fulmination / Miroslav Evacic und Cardas Blues Band, Croatia Records, CD 5751410
- 2010 – CD Camminate / Simply Brass, Cantus Records, CD 98898492102
- 2019 – CD Serbus! / Zagrebački orkestar ZET-a, ZET CD001
- 2019 – CD Signali / Hrvoje Pintarić, Tamara Jurkić Sviben, Cantus Records, CD 88924501542

## Auszeichnungen und Ehrungen
- 2010 – Auszeichnung für die beste Filmmusik zur Dokumentation Gemeinsam, Regisseur: Nenad Puhovski bei den 19. Tagungen kroatischen Films.
- 2013 – Diskografische Ehrung „Porin“ in der Kategorie „bestes Album“ originaler Soundtracks für Theater, Film und/oder TV (für das Album „Auf der Suche nach Marko Polo“)[16]
- 2016 – Auszeichnung für die beste Filmmusik zur Dokumentation Es war alles ein guter Traum, Regisseur: Branko Ištvančić bei den 7. „Religiösen Filmfestival“ - Trsat (Kroatien)[17]
- 2022 – Auszeichnung für die beste Filmmusik zur The Match, Regisseur: Dominik und Jakov Sedlar bei den Global Music Awards, 2022.[18]

- 2022 – Auszeichnung für die beste Filmmusik zur The Conversation, Regisseur: Dominik Sedlar bei den International Sound & Film Music Festival - ISFMF, 2022.[19]